# Aveu (album)
Pour les articles homonymes, voir Aveu (homonymie).
Albums de Anne Sylvestre
Mousse Abel, Caïn, mon fils
Aveu est un album d'Anne Sylvestre paru chez Disques Meys en 1969.

## Historique
Sorti en 1969, c'est le huitième album d'Anne Sylvestre. Comme ses albums précédents, il ne porte aucun nom.
Il ne doit pas être confondu avec une compilation de ses titres enregistrés chez Meys, sortie en 1974, sous le titre Aveu.

## Titres
Toutes les chansons sont écrites et composées par Anne Sylvestre.
| No  | Titre                                                                          | Durée      |
| --- | ------------------------------------------------------------------------------ | ---------- |
| 1.  | Aveu                                                                           | 2 min 39 s |
| 2.  | Depuis l'temps que j'l'attends mon prince charmant (en duo avec Boby Lapointe) | 4 min 50 s |
| 3.  | Le Pauvre Pierre                                                               | 2 min 50 s |
| 4.  | La Rose de décembre                                                            | 2 min 43 s |
| 5.  | Antoinette a peur du loup                                                      | 3 min 00 s |
| 6.  | Oh ! les nuages                                                                | 3 min 36 s |
| 7.  | La Chambre d'or                                                                | 3 min 55 s |
| 8.  | La Plate Prière                                                                | 4 min 08 s |
| 9.  | Le Baromètre                                                                   | 2 min 21 s |
| 10. | Ce merveilleux été                                                             | 2 min 55 s |
| 11. | Maumariée                                                                      | 4 min 42 s |
| 12. | Lettre anonyme à Jules                                                         | 2 min 30 s |

## Musiciens
- Arrangements et direction musicale : Alain Goraguer et François Rauber
- Prise de son : Claude Achallé